# Георгіос Ефрем
Георгіос Ефрем (грец. Γεώργιος Εφραίμ, нар. 5 липня 1989, Лімасол) — кіпрський футболіст, півзахисник клубу АПОЕЛ та національної збірної Кіпру.

## Клубна кар'єра
Народився 5 липня 1989 року в місті Лімасол. Вихованець юнацьких команд футбольних клубів «Аполлон» та «Арсенал».
У дорослому футболі дебютував 2007 року виступами за команду клубу «Рейнджерс», в якій провів два сезони, проте не зіграв жодного матчу в національному чемпіонаті. 
Протягом 2009 року виступав за клуб «Данді» на правах оренди.
Своєю грою за останню команду привернув увагу представників тренерського штабу клубу «Омонія», до складу якого приєднався 2009 року. Відіграв за нікосійську команду наступні п'ять сезонів своєї ігрової кар'єри. Більшість часу, проведеного у складі «Омонії», був основним гравцем команди.
До складу клубу АПОЕЛ приєднався 2014 року.

## Виступи за збірні
Протягом 2008–2010 років залучався до складу молодіжної збірної Кіпру. На молодіжному рівні зіграв у 10 офіційних матчах, забив 1 гол.
У 2009 році дебютував в офіційних матчах у складі національної збірної Кіпру. Наразі провів у формі головної команди країни 23 матчі.

## Досягнення
- Чемпіон Кіпру (6):

«Омонія»: 2009-10
АПОЕЛ: 2014-15, 2015-16, 2016-17, 2017-18, 2018-19
- Володар Кубка Кіпру (3):

«Омонія»: 2010-11, 2011-12
АПОЕЛ: 2014-15
- Володар Суперкубка Кіпру (3):

«Омонія»: 2010, 2012
АПОЕЛ: 2019